# Піраньєві
Піраньєві або Серразальмові (Serrasalmidae) — одна з найвідоміших родин прісноводних променеперих риб, які мешкають у водоймах Південної Америки. Належить до ряду харациноподібних (Characiformes). До статусу родини була підвищена відносно недавно. Раніше вважалася підродиною харацинових (Characidae).
Станом на середину 2025 року охоплювала 17 родів і 103 види, об'єднані в 3 підродини. До складу родини входять піраньї, сумнозвісні своїми гострими зубами й груповою хижацькою поведінкою, та їхні рослиноїдні родичі, відомі під назвами паку та тамбаку.
Наукова назва Serrasalmidae латиною означає «родина зубчастих лососів». Вона пов'язана із пилкоподібними зубчиками на череві цих риб.
Найближчими родичами піраньєвих вважаються представники родин Hemiodontidae та Cynodontidae.

## Опис

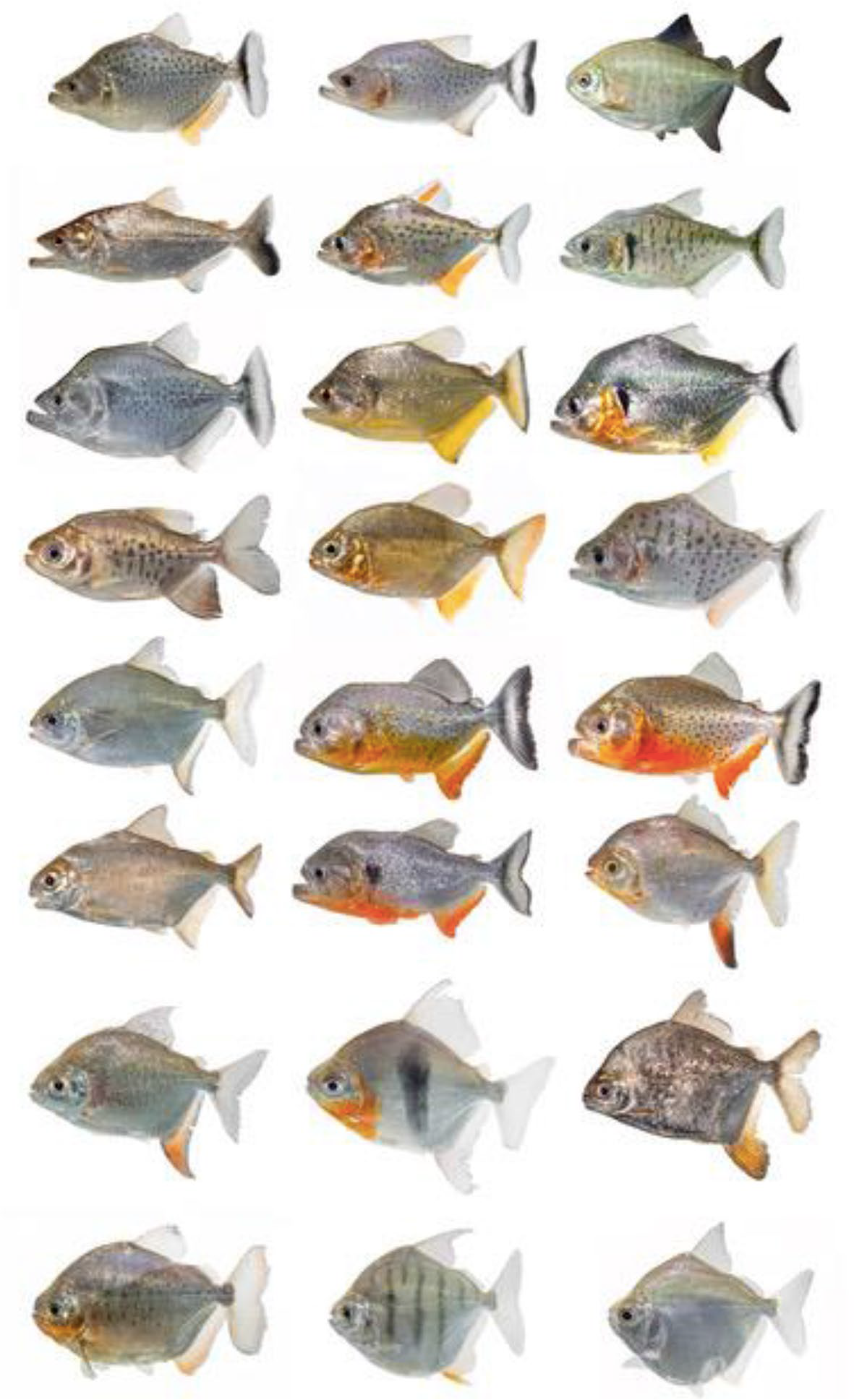
Морфологічне різноманіття піраньєвих.

Піраньєві — це харациноподібні середнього та великого розміру. Найбільшим видом є тамбакі (Colossoma macropomum), ця риба може досягати довжини 108 см ваги до 40 кг). Представники родини мають високе, стиснуте з боків тіло, за формою наближене до диску. До характерних ознак належать також довгі спинний (понад 16 променів) та анальний (24—44 промені) плавці, короткі черевні плавці, виразний жировий плавець, поділений легким вирізом на дві половини хвостовий плавець та низка твердих і відносно гострих зубчиків по нижньому краю тіла. Луски дрібні й численні. Багато видів має спрямований вперед шип, розташований безпосередньо перед спинним плавцем.

### Особливості будови щелеп та харчування
Представники родини мають міцні м'язи голови, потужні щелепи та гострі зуби. Будова зубів та структура кишкового тракту різняться залежно від раціону харчування конкретного виду.
М'ясоїдні види (Serrasalmus, Pygocentrus) вирізняються потужними щелепами. Нижня щелепа надзвичайно міцна й керується потужними м'язами. Зуби у піраній розташовані в один ряд на верхній та нижній щелепах. Вони трикутні, мають висоту 4—5 мм, дуже гострі й змикаються під час укусу без найменшої щілини.
Будова нижньої щелепи та зубів дозволяє піраньям виривати із жертви великі шматки м'яса. Щелепи діють у два способи: при змиканні щелеп м'ясо відрізається як бритвою гострими зубами, а при зміщенні зімкнутих щелеп у горизонтальному напрямку риби можуть відкушувати щільніші тканини — сухожилля й навіть кістки. Доросла піранья здатна перекусити палицю або людський палець.
Висока сила укусу визначається особливою будовою щелеп цих риб. Потужний комплекс м'язів підіймає нижню щелепу до верхньої. При цьому товсте сухожилля, утворене цими м'язами, з'єднується із зубною кісткою відносно короткої нижньої щелепи близько до її переднього краю. Утворений таким чином важіль дозволяє здійснювати високий тиск навіть під час укусу передніми зубами.
Рослиноїдні види (Mylossoma, Colossoma, Myleus, Metynnis, Acnodon та ін.) мають багато дрібних зубів, розташованих у два ряди, зовнішній ряд складається з різців, а внутрішній — із молярних (корінних) зубів. Catoprion mento має рідкі, вивернуті назовні зуби конічної форми, пристосовані для здирання луски з інших риб.
Комп'ютерне моделювання укусу з використанням методу скінченних елементів показало специфічний розподіл напруги всередині зуба. У м'ясоїдних видів, таких як Serrasalmus rhombeus або Піранья звичайна (Pygocentrus nattereri), напруга концентрується широким кільцем усередині й на вістрі пилкоподібного зуба, що пов'язано з високим тиском на ріжучому краї, тоді як у переважно рослиноїдних видів Piaractus brachypomus або Colossoma macropomum напруга в зубах із тупими кінцями розподіляється відносно рівномірно. У першому випадку з'являється можливість легко відкушувати м'які тканини, проте недостатньою є міцність для розкушування твердих об'єктів, а в другому випадку риби легко подрібнюють тверду їжу.

## Поширення
Піраньєві поширені по всій тропічній та субтропічній Південній Америці. Зустрічаються в усіх основних річкових системах на схід від Анд. Більшість видів водиться в басейнах Амазонки та Ориноко.

## Спосіб життя
Піраньєві займають різноманітні середовища існування від низовинних заплав та затоплених лісів до верхів'їв річок, зустрічаються як у річках, так і в озерах. Деякі види є численними на місцевому рівні, звичайним явищем є, коли кілька видів родини часто зустрічаються разом. В своєму природному середовищі серразальмові становлять ключовий екологічний сегмент, деякі види є одними з головних річкових хижаків, інші — основними розповсюджувачами насіння дерев у заплавних лісах або варзеа. Проте, незважаючи на це та комерційне значення піраньєвих по всій Амазонії, екологія цих риб погано вивчена й часто перекручується.
Більшість досліджень присвячена раціону харчування серразальмових. Ця група риб демонструє низку трофічних спеціалізацій з трьома загальними способами живлення: м'ясоїдні, плодоїдні та лепідофаги (харчуються лускою інших риб). Харчові вподобання піраньєвих виявляються в будові їхніх зубів.
Прийнято вважати, що піраньї — це переважно хижі, м'ясоїдні риби, які мають міцні, потужні щелепи та гострі зуби. Дійсно, справжні піраньї харчуються переважно рибою, вони є одним із дуже рідкісних прикладів групового хижацтва серед кісткових риб, хоча небезпека, яку вони становлять, принаймні для людей, у багатьох випадках перебільшена. Відомо, що піраньї атакують переважно поранених або хворих риб і що вони, ймовірно, мають імунітет до певних паразитарних захворювань. Піраній порівнюють із «вовками» або «гієнами», як санітари водойм, вони відіграють певну роль в екологічному балансі південноамериканських вод.

«Ненажерливість піраній, яких називають річковими гієнами, перевершують усі очікування, вони нападають на всяку тварину, яка з'явиться в їхній області, навіть на риб, що перевершують їх у 10 разів за величиною. …Дуже часто крокодил тікає від дикої зграї цих риб, причому перевертається черевом угору. Їхня хижість доходить до того, що ці риби не шкодують навіть своїх поранених товаришів. …Зуби піраньї дуже гострі та міцні: палиця з твердого дерева моментально перекушується цією рибою, навіть товсті гачки вудки не можуть встояти проти сили їхніх зубів.».
— Альфред Брем, «Життя тварин»
Проте більшість представників родини — це переважно рослиноїдні риби. Раціон цієї групи риб надзвичайно широкий і включає насіння, плоди, листя рослин, різноманітних безхребетних та хребетних тварин, а також риб'ячу плоть, луски й плавці. Види середнього розміру активно харчуються листям, квітами та стеблами прибережних та водних рослин, деякі з них пристосувалися до зскрібання річкових таломних водоростей (Podostemaceae) з каміння в унікальний серед отофізів спосіб. Більшість видів роду Metynnis є частково або повністю планктоноїдними або водоростеїдними.
Великі плодоїдні риби, відомі як паку (Colossoma, Mylossoma, Piaractus, Myleus), є ефективними розповсюджувачами насіння фруктових дерев на велику відстань (іхтіохорія). Масивні корінні зуби та різці цих риб здатні розчавлювати тверді горіхи, які падають з дерев у воду. Деякі дерева тропічних лісів особливо орієнтовані на іхтіохорію, їхнє насіння має більшу ймовірність проростання після перетравлення рибами або ж має м'ясисті плоди з підвищеною плавучістю. Під час щорічних паводків великі паку спеціально переходять до затопленого лісу. Їх приваблюють звуки падіння фруктів у воду, вони тижнями чатують біля плодових дерев.
Деякі піраньєві (Pristobrycon) є факультативними (необов'язковими) плодоїдними видами. Catoprion mento веде напівпаразитичний спосіб життя, харчуючись лусками інших риб, підстерігає жертву із засідки й атакує її різким ударом у бік. Serrasalmus elongatus харчується плавцями риб. Дослідження раціону різних груп серразальмових показали, що він у більшості видів набагато складніший, ніж вважалося раніше, і його нелегко розділити на трофічні спеціалізації. Наприклад, відомо, що багато видів дотримуються кількох видів раціону залежно від віку та наявності харчових ресурсів. Всупереч поширеній думці про те, що справжні піраньї є виключно хижими рибами, їхній раціон також сильно варіює залежно від сезону, стадії онтогенезу та виду.
Нерест сезонний. Дрібні види визрівають у 10—20 місяців, великі — в 3—5 років. Риби здійснюють бічні міграції групами, що складаються з тисяч особин. Нерестяться в зграї після енергійних шлюбних ігор у відкритій воді або серед рослин. Більшість спостережень, що стосуються репродуктивної поведінки цих риб, було зроблено в умовах акваріуму. Ікру відкладають на підмите коріння дерев, рослини або ж вона лишається плавати в товщі води.
Природними ворогами серразальмових є амазонський дельфін інія і чорний кайман, які харчуються в тому числі й піраньями.

## Склад родини
Піраньї та їхні родичі виявилися складною групою з точки зору систематики, їхня таксономія та питання спорідненості між окремими родами довгий час були сповнені плутанини й нестабільності. Ранні класифікації спиралися на розташування та морфологію зубів. У складі родини харацинових (Characidae) виділяли підродини Serrasalminae (хижі піраньї з одним рядом зубів на кожній щелепі) та Myleinae (травоїдні паку та лепідофаг Catoprion з двома рядами зубів). Подальші дослідження зосереджувалися переважно на морфології, деякі використовували каріологічні та паразитологічні дані, спроби порівняти поведінкові характеристики. Хоча вони містили розбіжності щодо зв'язків усередині родини, основні відмінності полягали у встановленні таксономічного рангу. Зокрема була виділена окрема родина Serrasalmidae, до складу якої зараховували 3 підродини: травоїдні Myleinae (роди Myleus, Mylesinus, Metynnis, Acnodon, Colossoma, Mylossoma, Utiaritichthys), хижі Serrasalminae (рід Serrasalmus із підродами Pristobrycon, Pygopristis, Pygocentrus, Serrasalmus та Taddyella) та лепідофаги Catoprioninae (Catoprion). Подальші дослідження раціону серразальмових виявили недоліки такої спрощеної схеми класифікації, показавши, що раціон більшості видів є набагато складнішим. Перший кладистичний аналіз піраньєвих, проведений Мачадо-Аллісоном (Machado-Allison 1982, 1983, 1985, 1989) і заснований переважно остеологічних та міологічних ознаках, виявив існування в складі родини двох основних ліній: плодоїдних Mylinae (Colossoma, Piaractus, Mylossoma, Myleus, Mylesinus, Utiaritichthys, Acnodon) та хижих Serrasalminae (Metynnis, Catoprion, Pygopristis, Pygocentrus, Pristobrycon, Serrasalmus). Загалом ця схема узгоджується з попередніми гіпотезами, виняток становить лише розташування родів Catoprion та Metynnis серед хижих піраній.
У другій половині 1990-х років розпочались філогенетичні дослідження серразальмових із використанням молекулярних даних. Їхні результати відрізняються від результатів, заснованих на морфологічних ознаках, щодо зв'язків усередині родини, особливо стосовно розташування родів Colossoma, Mylossoma та Piaractus. Молекулярні дослідження допомогли розташувати всі таксони у рамках філогенетичної структури, а також зробити ряд таксономічних змін на рівні родів та видів. Тепер у складі Serrasalmidae виділяють 3 підродини:
Підродина Colossomatinae  Kolmann, Hughes, Hernandez, Arcila, Betancur-R, Sabaj, López-Fernández & Ortí, 2021
- Colossoma  Eigenmann & Kennedy, 1903
- Mylossoma  Eigenmann & Kennedy, 1903
- Piaractus  Eigenmann, 1903

Підродина Myleinae  Eigenmann, 1903
- Acnodon  Eigenmann, 1903
- Mylesinus  Valenciennes, 1850
- Myleus  Müller & Troschel, 1844
- Myloplus  Gill, 1896; Ossubtus Jégu, 1992
- Paramyloplus  Norman, 1929
- Prosomyleus  Géry, 1972
- Tometes  Valenciennes, 1850
- Utiaritichthys  Miranda Ribeiro, 1937

Підродина Serrasalminae  Bleeker, 1859
- Catoprion  Müller & Troschel, 1844
- Metynnis  Cope, 1878
- Pristobrycon  Eigenmann, 1915
- Pygocentrus  Müller & Troschel, 1844
- Pygopristis  Müller & Troschel, 1844
- Serrasalmus  Lacepède, 1803

Нова підродина Colossomatinae об'єднує великих плодоїдних паку, поширених у низинних районах.

## Скам'янілості
Записи про викопні рештки серразальмових, особливо справжніх піраній, є відносно рідкісними. Ізольовані зуби, схожі на зуби сучасних паку з родів Colossoma, Mylossoma, Piaractus або Myleus, що походять з формації Ель-Моліно (англ. El Molino Formation, 70–61 млн років тому, Маастрихтський ярус, останній ярус крейдового періоду) в Болівії, є найдавнішими скам'янілостями цієї групи риб. Більшість відомих викопних решток Serrasalmidae датуються добою міоцену, хоча є кілька неідентифікованих форм, які гіпотетично вважаються серразальмовими, що належать до доби палеоцену, а ще дві датуються добою пізньої крейди. Міоценові скам'янілості включають рештки неідентифікованого виду Serrasalmus з Перу, риби, схожої з Colossoma, знайдені в Колумбії, та неідентифікованої серразальмової, знайдені в Чилі. Викопні зуби, зібрані з формації Вільяв'єха (англ. Villavieja Formation, 16,3–15,5 млн років) у Колумбії, є найдавнішими викопними рештками, що належать справжнім хижим піраньям. В Аргентині були знайдені скам'янілості з доби міоцену дуже великої, метрової довжини піраньї, яка отримала назву Megapiranha і вважається сполучною ланкою між паку та піраньями. Чи була вона хижою чи травоїдною, залишається предметом дискусій. Відомі також скам'янілості сучасного виду Colossoma macropomum, що датуються 15 млн років тому, тобто ці риби жили ще до початку міоцену й дуже довго лишалися незмінними.
Вік найближчого спільного предка піраньєвих, за різними оцінками, датується періодом 38–64,6 млн років тому, а розриву між родинами Serrasalmidae та Hemiodontidae — 55,5–81 млн років тому. Найдавніша подія розгалуження родини, яка відокремила кладу «паку» (Colossoma, Mylossoma та Piaractus) від решти родини, сталася в добу пізньої крейди (65–75 млн років тому), але хижі піраньї з'явилися лише в міоцені (15–20 млн років тому). Майже всі сучасні роди серразальмових виникли до середини міоцену, лише найрізноманітніші та найвідоміші роди піраній Serrasalmus та Pygocentrus виникли пізніше, близько 8–10 млн років тому.

## Значення для людини
Піраньєві не лише виконують унікальні екологічні функції, а й мають господарське значення для комерційного рибальства та аквакультури. Багато представників підродини Colossomatinae досягають великих розмірів і є харчовою рибою для місцевих жителів. Їх легко ловити. Тамбакі (Colossoma macropomum) належить до числа найважливіших промислових видів риб у західній частині Амазонки. Здійснюються спроби вирощувати цей вид в аквакультурі. Піраньї, як правило, цінуються менше, хоча їх також ловлять місцеві рибалки, й часто вони продаються на базарах. Піраньї створюють великі незручності для комерційних та спортивних рибалок, оскільки вони крадуть наживку, калічать улов, пошкоджують сітки та інші снасті, а також можуть вкусити людину, яка тримає їх у руках.
Піраньї відомі широкому загалу, в першу чергу, завдяки своїй легендарній люті. Страшні й іноді фантастичні історії, пов'язані з цими рибами, існують ще з часів конкістадорів. Часто важко відокремити нормальну поведінку піраній від міфів, які вони породили. Ці риби дійсно можуть бути небезпечними навіть для великих ссавців та людей. Зграя несамовитих Pygocentrus nattereri здатна за лічені хвилини залишити лише скелет від бичка, що має рану, яка кровоточить. Деякі жахливі історії розповідають про те, як піраньї нападають на людей. Проте небезпека, яку вони становлять, принаймні для людей, у багатьох випадках перебільшена. Є й інші свідчення, коли люди часто без пригод купалися поруч із цими рибами.
Піраньї мають і дещо екзотичне використання. Щелепи цих риб прикрашають деякі маски індіанців тукуна. Зуби піраній також використовуються як ножиці, ножі або леза бритви. В саванах дельти Ориноко, які затоплюються протягом значної частини року, існують проблеми з похованням мерців, і місцеві жителі користуються «послугами» піраній. Тіло померлого згодовують рибам, а кістяк, що залишився, прикрашають і виставляють на похоронній платформі. В кінці XX ст. сушених піраній стали продавати як сувеніри для туристів.
Кілька видів піраньєвих періодично з'являються в акваріумній торгівлі й користуються попитом як декоративні риби. Утримувати їх складно. Відповідно до свого розміру, вони потребують просторих акваріумів, в яких матимуть достатньо місця для плавання. Ці риби не підходять для утримання в кімнатному акваріумі, але є чудовим об'єктом для великих оглядових акваріумів. При утримуванні хижаків потрібно дотримуватись заходів безпеки. Рослиноїдні види — справжні ненажери й мають швидкий метаболізм, вони створюють проблеми із забезпеченням кормом, становлять загрозу для акваріумних рослин, потребують особливої уваги в плані підтримання гігієни в акваріумі. Розведення є складним і мало коли буває успішним.